# Kromova žuta
Kromova žuta ili kromovo žutilo spada u kromne boje. Kromne boje su kromovi spojevi koji se koriste kao pigmenti, na primjer:
- kromoksidna zelena (Cr2O3),
- kromhidroksidna zelena ili viridian je hidratizirani kromov(III) oksid (emerod zelena ili smaragdno zelena),
- kromova žuta (olovni/II/ kromat),
- kromova narančasta i crvena (bazični olovni/II/ kromat),
- kromova zelena (smjesa olovnoga/II/ kromata i berlinskoga modrila).[2]

## Kromovo žutilo
Kromovo žutilo čvrsta je otopina olovnog kromata i olovnog sulfata x PbCrO4∙y PbSO4. O omjeru tih sastojaka i o uvjetima prilikom proizvodnje ovisi i boja pigmenta, koja može biti u rasponu od nježne zelenkastožute (boja jaglaca) do tamnožute. Kromovo žutilo proizvodi se taložnom reakcijom između neke topljive olovne soli, obično olovnog nitrata ili bazičnog olovnog acetata, i otopine natrijevog dikromata:
{\displaystyle \mathrm {2\,Pb(NO_{3})_{2}\,+\,Na_{2}Cr_{2}O_{7}\,+\,H_{2}O\rightarrow 2\,PbCrO_{4}\,+\,2\,NaNO3\,+\,2\,HNO_{3}} }
Taloženjem iz razrijeđenim otopina i na višoj temperaturi dobivaju se pigmenti svjetlijih i nježnijih tonova, dok se tamniji ton postiže upotrebom koncentriranih otopina i zagrijavanjem reakcijske smjese do ključanja. Koprecipitati olovnog kromata s olovnim sulfatom nastaju dodavanjem potrebne količine sulfatne kiseline u reakcijsku otopinu. Istaloženi se pigment zatim ispire, filtrira, ponovno ispire, suši i melje. 
Odlike su kromova žutila čist i blistav ton i dobra moć pokrivanja. Međutim, standardni tipovi kromova žutila neotporni su prema djelovanju alkalija, kiselina i sumporovog dioksida i nisu svjetlostalni, pa s vremenom potamnjuju. Zbog toga se, osim standardnog kromovog žutila, proizvodi i nekoliko stabilnijih i kvalitetnijih vrsta tih pigmenata, koje su svjetlostalnije, postojane na povišenim temperaturama (do 260 °C) i otporne prema atmosferilijama, kemikalijama i djelovanju sumporovog dioksida iz onečišćene industrijske atmosfere. Takva se stabilizacija postiže ugradnjom nekih spojeva titanija, antimona i aluminija, ili naknadnom površinskom obradom silikatima. 
Kromovo žutilo svrstava se među najtraženije anorganske žute pigmente. U usporedbi s ostalima taj je pigment relativno jeftin, pa se usprkos svojoj otrovnosti zbog sadržanoga olova vrlo mnogo upotrebljava. Najviše se kromova žutila troši za pripravu uljenih boja i lakova. Osim toga, ono se upotrebljava kao zidna boja (nalič) i boja za slikarstvo, u proizvodnji tiskarskih boja, za bojenje plastičnih masa, u prvom redu redu PVC-a i polietilena, zatim za bojenje emajla, papira i kartona, a služi i kao osnova za pripravu kromovih zelenih pigmenata.

## Kromatni pigmenti
Među obojene kromatne pigmente ubrajaju se olovni kromati (kromovo žutilo i kromov narančasti pigment), olovnokromatni molibdati (molibdatni crveni i narančasti pigment) i kromatni zeleni pigment (kromovo zelenilo i cinkovo zelenilo). Svi su ti spojevi opasni i štetni za zdravlje zbog kancerogenosti kromata, a i zbog toga što svi, osim cinkova zelenila, sadrže otrovne olovne spojeve. Stoga su propisi strogi za njihovu upotrebu, rukovanje i primjenu, a u mnogim je djelatnostima njihova upotreba vrlo ograničena. Tako se na primjer ne smiju upotrebljavati za bojenje proizvoda koji dolaze u dodir s hranom, dječjim igračkama i slično. 
Po svom kemijskom sastavu u skupinu kromatskih pigmenata mogu se ubrojiti i kromati nekih drugih metala (cinka, barija i stroncija) s pigmentnim svojstvima. Međutim, ti se pigmenti najčešće upotrebljavaju u zaštiti od korozije, pa se obično svrstavaju u specijalne pigmente.

### Oksidni pigmenti kroma
Oksidni pigmenti kroma ubrajaju se među najstarije anorganske boje. Od kromovih oksida kao pigmenti služe spojevi kroma(III): krom(III) oksid, Cr2O3 i njegov hidratizirani oblik Cr2O3∙2 H2O. Ti su pigmenti zelene boje; oksid je bez sjaja, ali se hidrat po briljantnosti svoje boje može usporediti s organskim zelenim pigmentima. Oksidni pigmenti kroma odlikuju se velikom tvrdoćom i otpornošću prema abraziji, inertnošću i postojanošću na svjetlu i prema djelovanju vode, kiselina, alkalija i drugih kemikalija. Krom(III) oksid postojan je i na visokim temperaturama (ireverzibilne promjene opažaju se tek na temperaturama višim od 1 000 °C), ali je hidratizirani oksid osjetljiv već na 100 °C.
Oksidni pigmenti kroma proizvode se redukcijom alkalijskih dikromata u čvrstoj ili tekućoj fazi. Redukcija u čvrstoj fazi provodi se na temperaturi oko 1 100 °C, a kao reducens sumpor je u prednosti pred ugljikom. Žareni se produkt zatim ispire, suši i melje. Za redukciju dikromata u otopini mogu se kao redukcijska sredstva upotrijebiti sumpor, tiosulfati i neki organski spojevi. 
Kromni oksidni pigmenti vrlo su cijenjeni zbog svojih izvanrednih svojstava. Među svim zelenim pigmentima najotporniji su prema agresivnim medijima, pa se upotrebljavaju za pripravu lakova i boja za ličenje betona i cementnih izrađevina, čeličnih konstrukcija, zatim u keramičkoj industriji, u proizvodnji gume i tako dalje.